# Anders Tengbom
Pour les articles homonymes, voir Tengbom.
Anders Tengbom , né à Stockholm (Suède) le 10 novembre 1911 et mort le 6 août 2009, est un architecte suédois. Il est le fils de l'architecte Ivar Tengbom.

## Biographie
Anders Tengbom reçoit sa formation durant les années 1930-1934 à l'Institut royal de technologie (Kungliga tekniska högskolan) de Stockholm. Il entreprend ensuite des voyages d'étude aux États-Unis, au Japon et en Chine. Lors de son séjour aux États-Unis, il étudie durant deux semestres chez Eliel Saarinen à la Cranbrook Academy of Art où il fait la connaissance du sculpteur suédois Carl Milles qui y enseignait la sculpture.
Il peut enfin entrer en 1936 comme collaborateur dans l'atelier de son père, l'architecte Ivar Tengbom.
Il est un représentant de l'architecture des années 1950 qui expérimente l'emploi de nouveaux matériaux mais s'éloigne de tout esthétisme.

## Œuvres
- 1950. Bruxelles, Boulevard Bischoffsheim, n° 11 : Immeuble de bureaux d'Electrolux[1], au coin de la Petite rue du Nord, en collaboration avec l'architecte Jean Hendrickx-Van den Bosch[2]. Exemple de l'architecture fonctionnaliste des années 1950, structure en béton armé recouverte d'un rideau vitré et cloisonné, au style morne et sans ornements.
- Stockholm. Hôpital Ersta.

## Galerie

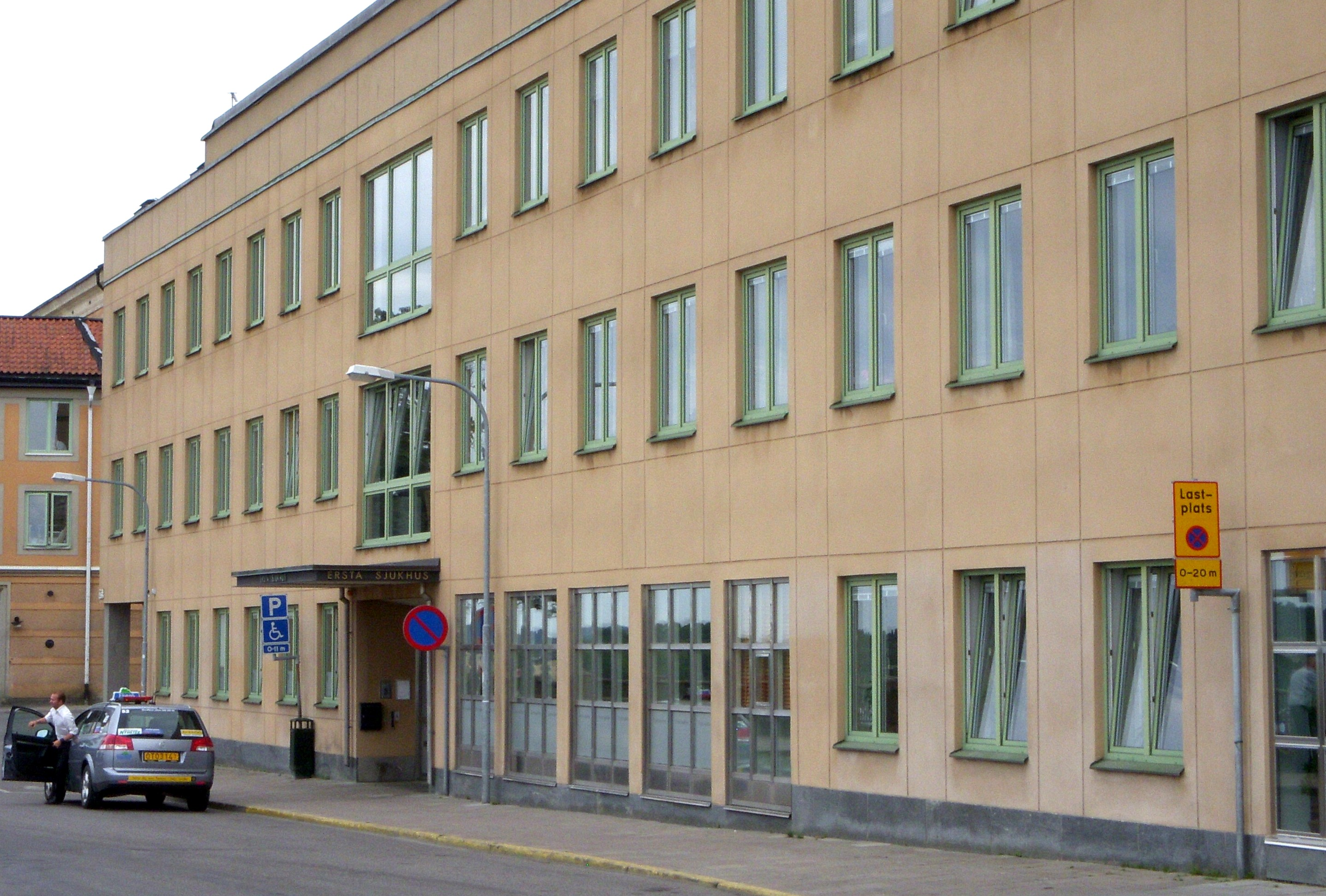
Hôpital Ersta à Stockholm.
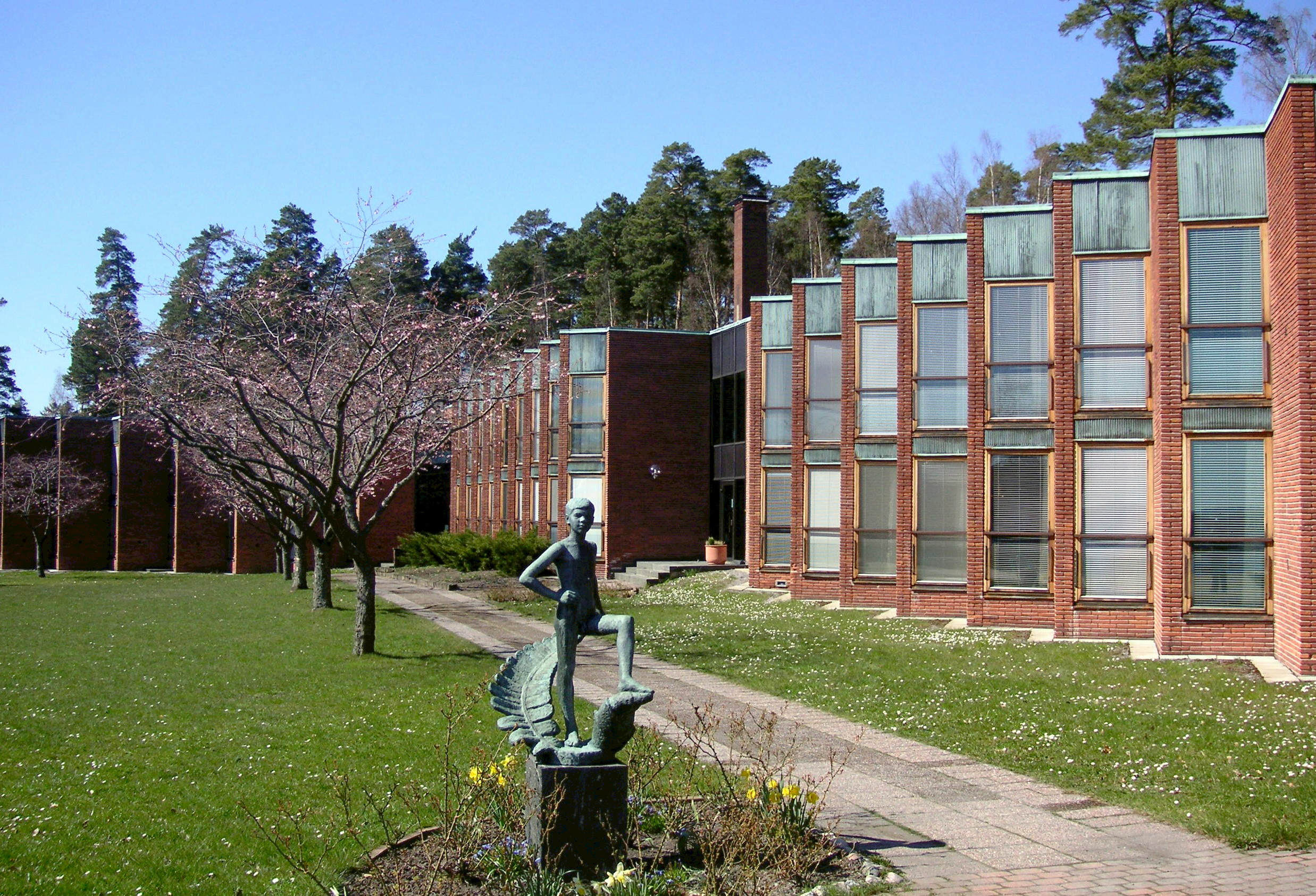
Skogshem, Lidingö, 1958
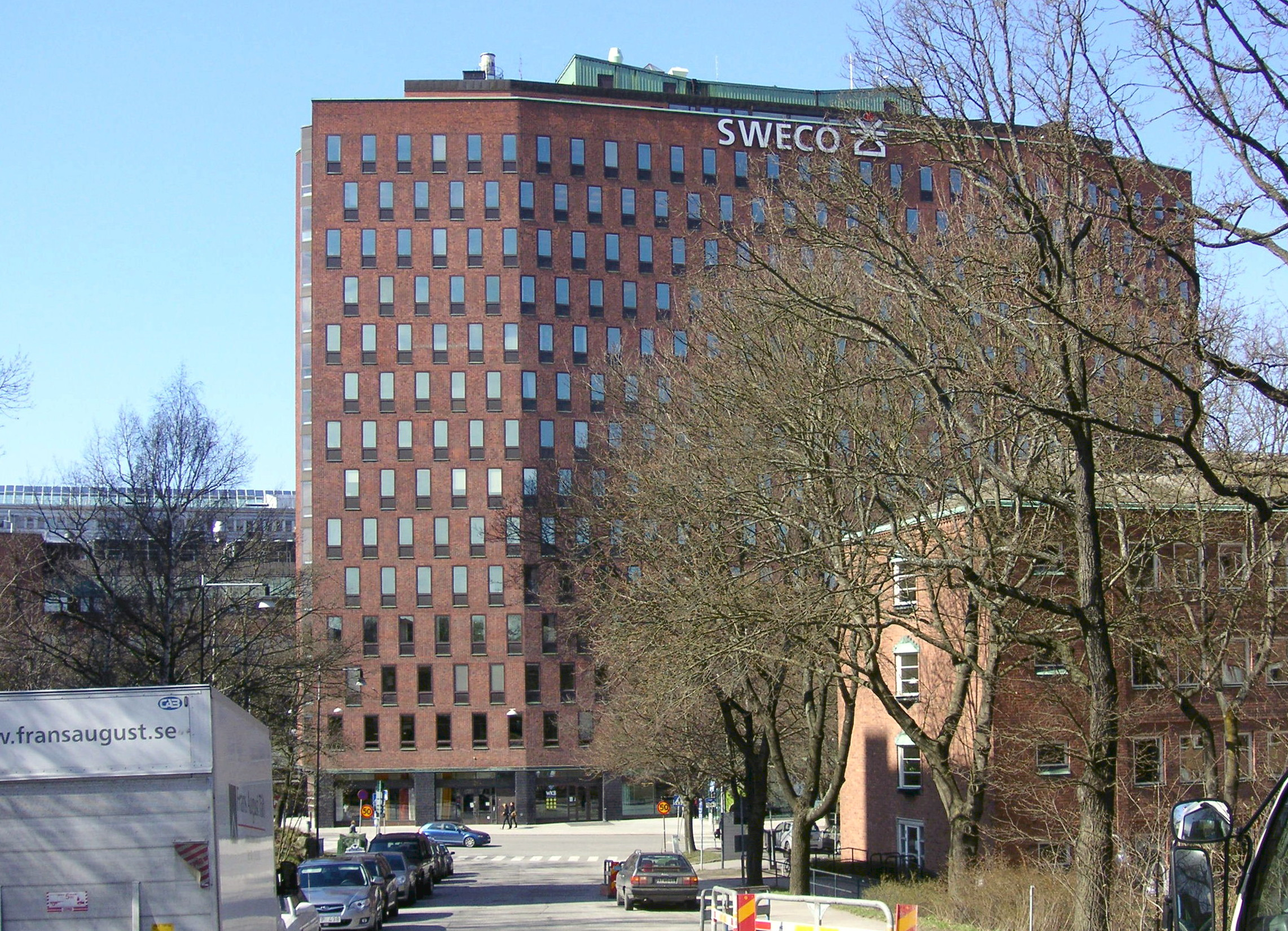
Bâtiment Sweco, Stockholm, 1961

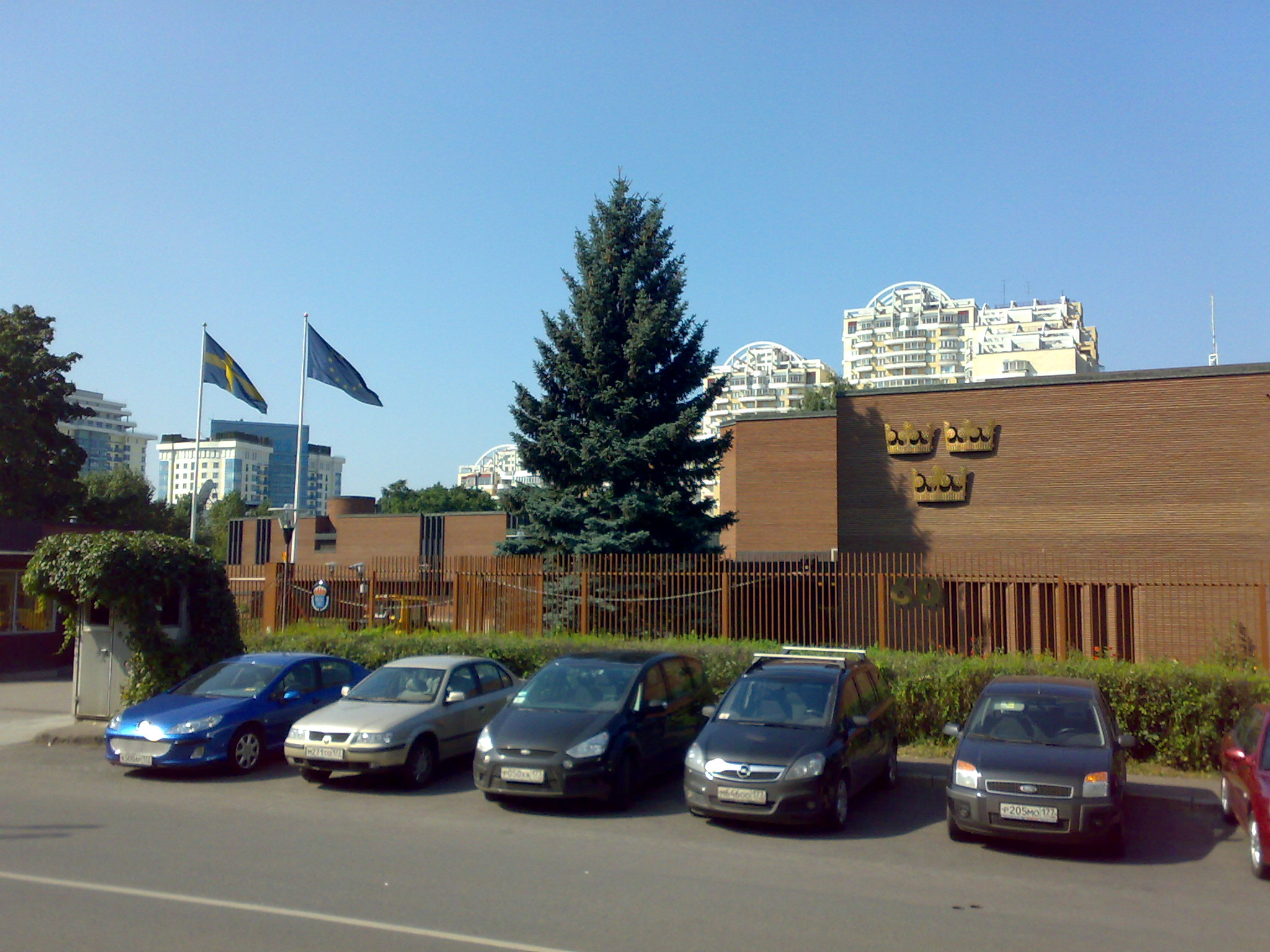
Ambassade de Suède a Moscou (sv), 1968-72
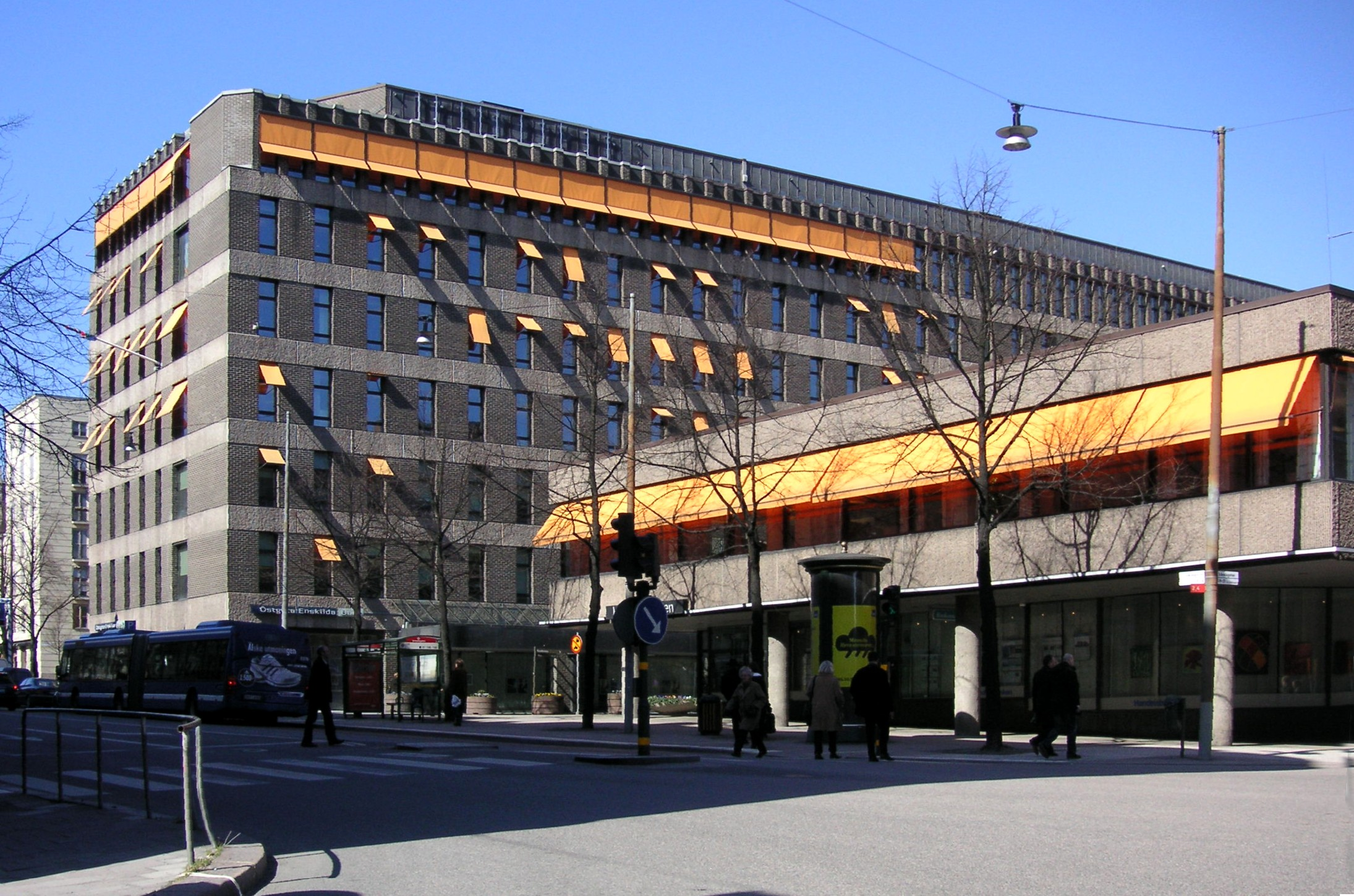
Trygg-Hansa-huset, Stockholm, 1976
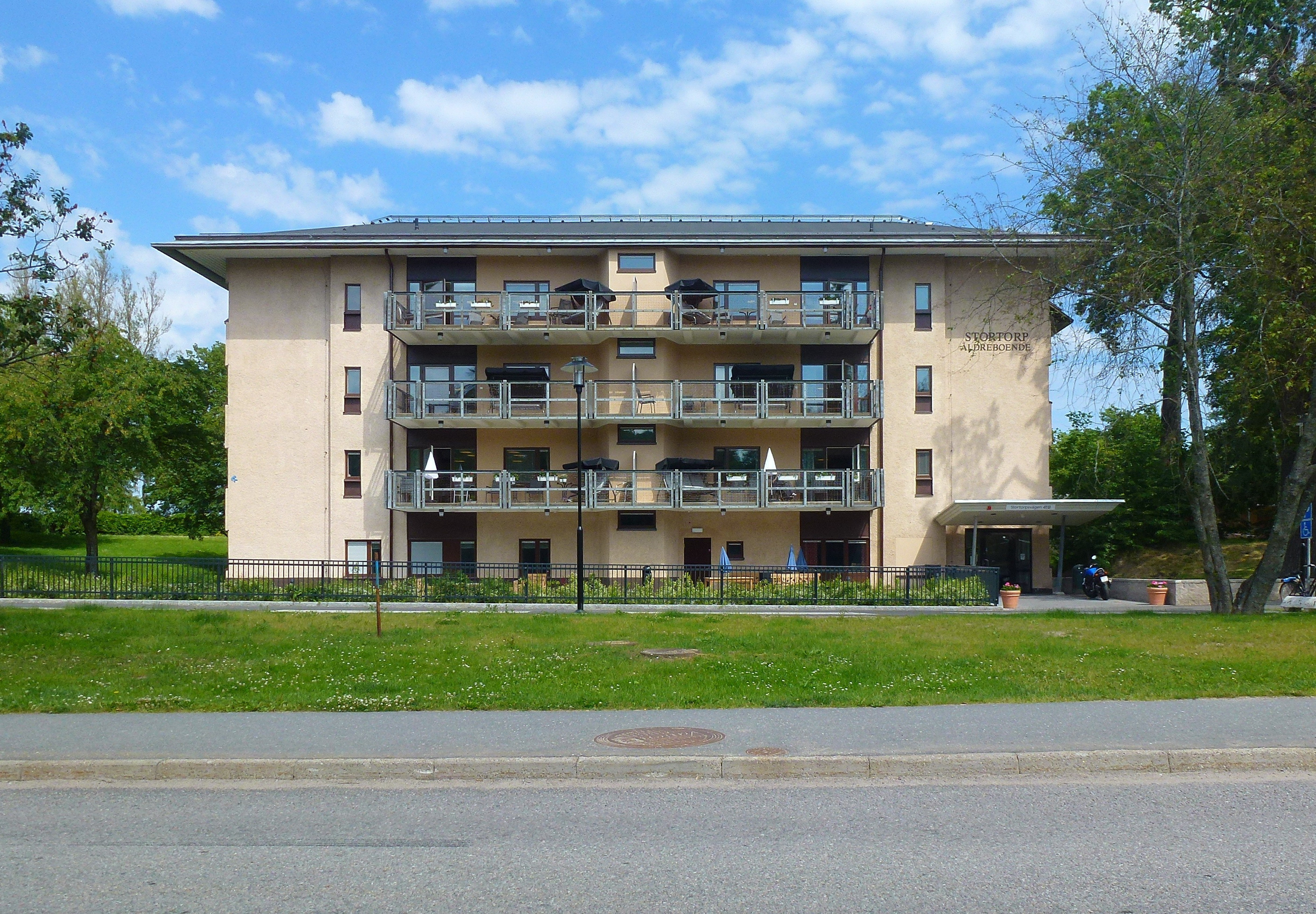
Stortorps äldreboende, Huddinge kommun, 1981